# Éditions Lug
Pour les articles homonymes, voir Lug.
Les éditions Lug sont une maison d'édition française spécialisée dans la bande dessinée, créée en 1950 à Lyon par le journaliste Marcel Navarro et l'éditeur Alban Vistel, et rachetée en 1989 par l'éditeur scandinave Semic.
Son nom provient de Lugdunum, le nom gallo-romain de la ville de Lyon. Son siège est établi au 10, rue Bellecordière à Lyon, dans le même immeuble que deux autres maisons d'édition : Aventures et voyages et les Quatre points cardinaux. Après six années il est déplacé au 6, rue Émile Zola où il reste jusqu'à la fin en 1999.
Ce label se fait particulièrement connaître dans le domaine de la bande dessinée populaire avec la publication de nombreux « petits formats » tels que : Blek, Kiwi, Mustang, Nevada, Ombrax, Rodéo (avec Tex Willer), Yuma et Zembla. Au total, on décompte près de soixante-quinze titres.
À partir de 1969, l'éditeur se spécialise également dans le récit de super-héros et fait connaître en France les personnages de Marvel Comics avec des titres tels que Fantask, Marvel, Strange, Spécial Strange, Mustang (numéroté à partir du no 54 pour le différencier du petit format du même nom), Nova, Titans ou Spidey, ainsi que des albums reprenant ses personnages phare (Les Quatre Fantastiques, L'Araignée, les X-Men).

## Historique

### Débuts
Les éditions Lug sont créées par Alban Vistel, commandant militaire de la région de Lyon pendant la Résistance, et le journaliste Marcel Navarro après-guerre, en 1950. Lyon et sa région deviennent alors l'un des principaux lieux de publication de journaux pour la jeunesse. La Résistance ayant été très active à Lyon, de nombreux anciens résistants peuvent bénéficier d'aides à l'attribution de papier, et en profitent alors pour se lancer dans l'édition.
Après avoir travaillé comme scénariste pour Pierre Mouchot, Marcel Navarro devient l'associé de Bernadette Ratier et Alban Vistel au sein des éditions Aventures & Voyages (Mon journal). En 1950, Bernardette Ratier désire déménager à Paris et y installer le siège de la société ; Vistel et Navarro, qui souhaitent rester à Lyon, cèdent alors leurs parts d'Aventures et Voyages et fondent les éditions Lug : Vistel s'occupe de la gestion tandis que Navarro en est le responsable artistique.
À ses débuts, la société réédite seulement de vieilles bandes dessinées françaises et italiennes en noir et blanc, mettant en scène des aventuriers ou des cow-boys. Mais rapidement, Navarro souhaite publier des séries originales. Il engage alors des studios français et italiens pour concevoir de nouvelles bandes dessinées. Leur première réalisation est un homme de la jungle appelé Zembla, nettement inspiré de Tarzan et destiné à concurrencer un autre tarzanide, Akim, paru chez Mon journal. D'ailleurs, Lug fait appel au créateur d'Akim, Augusto Pedrazza, pour créer son propre héros. Le succès est immédiat et, encouragées par cette réussite, les éditions Lug proposent de nombreuses séries originales, à travers une large gamme de genres : cowboys, super-héros, vengeurs, aventuriers, astronautes, magiciens... tout en continuant de publier diverses traductions de séries italiennes. La série la plus célèbre reste Blek, qui raconte les histoires de Blek le Roc, un trappeur américain aidé de ses deux fidèles compagnons, le jeune Roddy et le professeur Occultis.

### Expansion
Les fascicules à bas prix des éditions Lug, au format « pocket » (13 x 18 cm) en noir et blanc, ainsi que le lancement de nouvelles séries, apportent à la maison d'édition lyonnaise le succès en kiosques ; mais les ventes s’essoufflent finalement au milieu des années 1960. Cherchant alors de nouveaux débouchés pour enrayer la baisse des ventes, Lug répond favorablement à l’offre de l'éditeur américain Marvel Comics, qui cherchait désespérément depuis quelque temps à introduire ses super-héros en France, envoyant des exemplaires de ses publications aux éditeurs français. Le succès sera au rendez-vous et les ventes repartiront de plus belle.
Les éditions Lug font l'acquisition du catalogue de bande-dessinées de Marvel Comics en 1968, l'éditeur américain leur faisant des prix à la page réduits et commencent à publier des traductions des titres en français. Arborant de superbes couvertures peintes de Jean Frisano, ceux-ci se vendent très bien et encouragent Navarro à lancer encore plus de ses propres titres. Cette période voit la création de Wampus (scénario : Francesco Frescura, dessin : Luciano Bernasconi), une série ayant pour héros un extraterrestre pouvant changer de forme envoyé sur Terre par une entité malfaisante dans le but d'affaiblir la planète pour faciliter sa conquête. Mais la série s’avère trop violente ; elle est interrompue par la censure, malgré des qualités évidentes qui en firent une série culte.
En février 1969, les éditions Lug publient le premier numéro de Fantask avec en vedettes le Surfer d'argent et les Quatre Fantastiques. Cependant, la revue est rapidement retoquée par la Commission de surveillance et de contrôle des publications destinées à l'enfance et à l'adolescence (CSCPJ),, chargée d’appliquer la loi du 16 juillet 1949 sur « la surveillance des publications destinées à l’enfance et à l’adolescence », c'est-à-dire dit la censure, qui considère la publication comme nocive. Le secrétaire général de la CSCPJ, Pierre Morelli, écrira dans une lettre adressée à Lug que « Cette publication est extrêmement nocive en raison de sa science-fiction terrifiante, de ses combats traumatisants, de ses récits au climat angoissant et assortis de dessins aux couleurs violentes. L’ensemble de ces visions cauchermardesques est néfaste à la sensibilité juvénile ». Lug publiera la lettre dans le dernier numéro de Fantask pour expliquer les raisons de la fin du magazine. La publication s’arrête en août 1969 au no 7,.

### Autocensure
Par la suite, pour vendre ses publications, Lug devra recourir à l’autocensure, ce qui était déjà le cas quand elle éditait des bandes dessinées italiennes. Pour contourner la censure de l’administration, elle faisait alors effacer les pistolets des mains des cow-boys sur les « bromures » — les tirages photographiques servant à l’impression — grâce à des encres spéciales. Pour ce faire, l'atelier de retouche des éditions Lug, rue Émile-Zola à Lyon, en plus de ses tâches habituelles qui consistaient à dessiner des couvertures ou à remplacer les textes originaux par les traductions en français, se chargea également de cette opération. Avec l'arrivée des super-héros de Marvel Comics, ce « caviardage » prendra des proportions insoupçonnées :
- une dizaine de jeunes dessinateurs et de « rédactrices » sont chargés d’identifier les scènes des bandes-dessinées « pouvant choquer » ;
- on ajoute des vêtements aux personnages féminins qui se promènent chez elles en sous-vêtements[1] ;
- les onomatopées qui accompagnant des coups de poing des personnages sont supprimées, ainsi que les « lignes de vitesse » qui donnent du dynamisme à certaines actions des personnages[1] ;
- les créatures effrayantes sont redessinées avec une tête plus avenante, des dents sont moins pointues, la couleur de peau moins agressive. Les cadavres sont aussi effacés[1] ;
- les courses-poursuites trop longues sont raccourcies, grâce à une opération de découpe des cases, qui vire au casse-tête pour la compréhension du lecteur[1].

En outre, certains personnages, comme la Chose, sont particulièrement surveillés :
- le Surfer d'argent se verra rajouter un slip à son apparence (lors de sa première apparition dans un épisode des Quatre Fantastiques, il n’en avait pas. Marvel lui ajoutera également un slip dans ses publications)[1] ;
- la queue du super-vilain le Lézard sera raccourcie, afin de rendre son apparence moins agressive[1].

Jean-Yves Mitton et Ciro Tota, à l’époque dessinateurs débutants chez Lug, participèrent à cette tâche ingrate au sein de l’atelier de retouches. Pour eux, ce fut un « véritable crève-cœur » : « leurs coups de ciseaux et leurs aplats de gouache blanche ont massacré des planches entières signées des plus grands maîtres de la BD américaine, tels que Jack Kirby, John Buscema ou Steve Ditko. ».
Cependant, cette censure s’atténuera progressivement au fil des années, l’évolution des mœurs ayant peu à peu raison de la loi de 1949.
Le dessinateur André Amouriq, qui par la suite se verra confier le dessin de Blek le Roc, fit de même chez Imperia, le concurrent lyonnais de Lug, qui se consacrait également aux publications de bande-dessinées « petits formats » (Super Boy, Garry, Targa, etc.).

### Poursuite de l'expansion
Cependant, Lug n'abandonne pas l’univers des super-héros. Au début de l’année 1970, la maison d'édition publie les revues Strange et Marvel, au format poche et en bichromie, pour éviter les problèmes avec la censure. Mais, à la demande des lecteurs, les récits sont finalement publiés au format comics et les planches sont colorisées à partir de Strange no 11 et Marvel no 7 ; elles sont également retouchées afin « d’y gommer la "violence" des combats pour éviter les foudres de la censure ». Pourtant, Marvel passe deux fois devant la CSCPJ ; et, en mars 1971, la commission finit par interdire la vente de Marvel aux mineurs. Lug prend alors la décision d’interrompre la publication au no 13. Par contre, Strange passe à travers les mailles de la censure, et poursuivra sa carrière pendant 26 ans.
L'expansion des éditions Lug continue. Dans les années 1970, des héros atypiques sont introduits au sein de la revue Futura (ou en seconde partie d'autres publications de poche), comme Jaleb, un extraterrestre télépathe qui avait grandi sur Terre. Il y a aussi Homicron, un extraterrestre ayant fusionné avec le corps d'un cosmonaute décédé, victime d'une crise cardiaque. Ou encore La Brigade Temporelle, un groupe qui s'efforçait de maintenir le cours de l'Histoire face à des voyageurs temporels ayant de bonnes ou de mauvaises intentions. Sibilla, une journaliste de magazine à sensation qui combat des menaces surnaturelles. Et Larry Cannon, un enquêteur d'une compagnie d'assurance essayant d'endiguer l'invasion de la Terre par un parasite extra-terrestre. Quelques héros plus conventionnels sont aussi édités. C'est aussi à cette période que L’Autre, une version adoucie de Wampus, est lancé.
Avec la sortie des premières séries d’animation sur les super-héros Marvel (comme la série L'Araignée, diffusé en France à partir de 1977 et Les Quatre Fantastiques, diffusée en France à partir de 1980), Lug dut se battre pour ne pas voir son activité phagocytée en France, certains de ses concurrents cherchant à accaparer une partie du succès que les personnages de Marvel avaient dans l’hexagone.
C'est au début des années 1980 que la compagnie connaît ses plus belles années. Elle vend des licences de ses titres à des sociétés espagnoles et italiennes, qui rencontrent un grand succès. Un univers commun à différents titres commence à émerger. Si les différents héros ne s'y rencontrent jamais, on y croise fréquemment quelques références.

### Déclin
Au milieu des années 1980, Alban Vistel tombe malade (il meurt en 1994). C'est le début de la fin pour les éditions Lug.
En effet, la popularité des super-héros déclinera en France vers la fin de la décennie (elle renaîtra par la suite à la fin des années 2000, notamment grâce à l’essor de l'univers cinématographique Marvel).
En janvier 1989, Marcel Navarro décide de prendre sa retraite, et toutes les propriétés de la société sont vendues à Semic, un éditeur suédois, dont le nom est une combinaison du mot suédois pour les bandes dessinées, serier, et le mot anglais pour la même chose, comic. Lug devient « Semic France ». Par la suite, les parts sont vendues au groupe Tournon, qui conserve le nom Semic (tout court).
En 1999, la rédaction quitte Lyon pour Paris, afin de se rapprocher des locaux de Tournon. En 2000, sous l'impulsion du nouveau rédacteur en chef Thierry Mornet, Semic fête les cinquante ans de Lug en relançant la création de bandes originales dans les parutions pockets, et en offrant à des dessinateurs franco-belges la possibilité de réaliser une couverture pour fêter l'événement.
En 2004, Thierry Mornet quitte la rédaction, suivi en 2005 d'une grande partie de son équipe, date à laquelle Semic perd la plupart de ses licences de BD américaines, au profit des éditions Delcourt ou de son concurrent direct, Panini. Désormais, Semic est un label éditorial des éditions Tournon.

## Publications

### Séries
- Baroud (1966)
- Blek
- Bourask (1960)
- Bronco (1966)
- Dago (1966)
- Fantask (1969)
- Flambo (1959)
- Futura (1972-1975)
- Hondo (1956)
- Iron Jaw (1976)
- Kabur (1975-1976)
- Ka-Zar
- Kiwi (1955-1989)
- La Planète des singes (1977-1978)
- Marvel (1970-1971)
- Miki le ranger (1955)
- Mustang
- Nevada (1958-1988)
- Nova (1978-1989)
- Ombrax (1966-1987)
- Pim Pam Poum (1955-1961)
- Pipo (1952-1961)
- Pim Pam Poum Pipo (1961-1973, fusion des deux précédents titres)
- Rodéo
- Spécial Strange (1975-1989)
- Spécial Kiwi
- Spécial Rodéo
- Spécial Zembla
- Spidey
- Strange
- Titans
- Waki (1974)
- Wampus (1969)
- Yampa (1973)
- Yuma
- Zembla
- Strange spécial origines

### Albums
- Top BD
- Une aventure de Conan
- Une aventure de l'Araignée
- Une aventure des Fantastiques
- Un Récit complet Marvel (RCM)

## Une aventure de l'Araignée
Une aventure de l'Araignée est une ancienne collection pour la jeunesse éditée par les Éditions Lug proposant des comics d'origine Marvel. Il y eut 31 numéros de juillet 1977 à septembre 1987 avec une périodicité irrégulière.
La collection proposait les aventures de Spider-Man dans un format géant. Les albums étaient brochés avec une couverture souple, d'une taille de 21 x 28,5 cm.

## Une aventure des Fantastiques
Une aventure des Fantastiques est une ancienne collection pour la jeunesse éditée par les Éditions Lug proposant des comics d'origine Marvel. Il y eut 43 numéros d'avril 1973 à juillet 1987 avec une périodicité irrégulière.
La collection proposait les aventures des Quatre Fantastiques dans un format géant. Les albums étaient brochés avec une couverture souple, d'une taille de 21 x 28,5 cm.